# Longèves, Charente-Maritime
Longèves là một xã trong tỉnh Charente-Maritime trong vùng Nouvelle-Aquitaine tây nam nước Pháp. Xã này nằm ở khu vực có độ cao trung bình 7 mét trên mực nước biển.

## Dân số
| Năm  | Dân số | Mật độ |
| ---- | ------ | ------ |
| 1962 | 300    | -      |
| 1968 | 321    | -      |
| 1975 | 371    | -      |
| 1982 | 416    | -      |
| 1990 | 417    | -      |
| 1999 | 515    | 40/km² |